# 乔振先
乔振先（1933年—），男，汉族，山东即墨人，生于山东烟台，中华人民共和国政治人物，江西农业大学教授。第八、九届全国政协委员。

## 生平
1960年毕业于沈阳农学院，之後先后在江西农学院农机系、江西农大农工系从事科研工作。